# 山田門
山田 門（やまだ りゅう、2005年4月20日 - ）は、神奈川県出身のプロ野球選手（投手）。右投右打。くふうハヤテベンチャーズ静岡所属。
兄はオイシックス新潟アルビレックス・ベースボール・クラブ所属捕手の山田和。

## 経歴
6歳頃から兄の影響で向丘サンダースで野球を始めた。中学は川崎市立犬蔵中学校に進学し、前田幸長が会長を務め都築克幸が監督を務める都筑中央ボーイズに所属していた。2年時には春季ボーイズ全国大会に出場した。
高校は静岡県の飛龍高等学校に進学し2023年6月22日には紅白戦で自己最速の146k/mを記録する。3年夏の県大会では日大三島に敗れ甲子園出場は果たせなかった。2024年2月21日にNPB対象外の志望届を提出。
2024年2月24日、この年よりウエスタン・リーグに新規参加するくふうハヤテベンチャーズ静岡の投手トライアウトを受験し、3月1日に入団が発表された。6月20日の広島東洋カープ戦で、2番手としてウエスタン・リーグ初登板を果たした。同年はリリーフで20試合に登板し、1勝0敗、防御率3.80の成績を残した。
2025年はチームの抑えを務めている。

## 選手としての特徴
キレのある直球（最速146km/h）とスライダーを武器とする。

## 詳細情報

### 背番号
- 12（2024年 - ）